# Segunda trilogía de la Fundación
La llamada segunda trilogía de la Fundación es un proyecto literario de ciencia ficción constituido por El temor de la Fundación (1997) de Gregory Benford, Fundación y Caos (1998) de Greg Bear, y El triunfo de la Fundación (1999) de David Brin. 
El proyecto fue encargado por los representantes legales del fallecido escritor Isaac Asimov como una ampliación de la célebre Saga de la Fundación.[cita requerida] Se centra en la vida del protagonista, Hari Seldon, cuando es aspirante a primer ministro del Imperio Galáctico; mucho después cuando es sometido a proceso por la Comisión de Seguridad Pública; y también durante el último año de su vida, retirado, en deuda consigo mismo y con una gran sed de conocimiento final.

## Ambientación histórica
La serie de novelas está ambientada en momentos distintos de la vida de Hari Seldon. La primera, El temor de la Fundación, relata el modo en que Seldon alcanza el puesto de primer ministro del emperador Cleón I, la forma en que venció a su principal oponente político y los medios que usó para validar sus ecuaciones psicohistóricas. Un papel destacado merecen sus coprotagonistas: su esposa Dors Venabili y R. Daneel Olivaw, ambos robots humaniformes que lo protegen y lo guían, y las dos inteligencias artificiales de software: Voltaire y Juana de Arco.
La segunda, Fundación y Caos, narra los inicios de la Segunda Fundación, el proceso orquestado por Linge Chen en contra de Hari Seldon por traición, y la lucha entre diversas facciones de robots : unos, apoyando a Daneel (los robots giskardianos), y otros, en su contra (los robots calvinianos). A esto se suma la persecución del gobierno en contra de los robots y los humanos con poderes mentálicos. Papel destacado tienen nuevamente Dors Venabili y Daneel Olivaw. A ellos se suman Linge Chen, presidente de la Comisión de Seguridad Pública, la mentálica Klia Asgar, la líder de la Segunda Fundación, Wanda Seldon, la maligna Vara Liso y el robot humaniforme Lodovik Trema, libre de las Tres Leyes de la Robótica y que actúa éticamente.
La tercera, El triunfo de la Fundación, narra la última aventura de un anciano Hari Seldon en busca de encontrarle sentido a su Plan psicohistórico, aventura que lo llevará de Trántor a la distante Tierra. Seldon es usado y raptado por diversas facciones, humanas y robóticas, las cuales tratan de validar sus propios planes y puntos de vista a costa del anciano. Se destacan en ella algunos de los citados -Daneel, Dors, Trema- y otros nuevos, como Biron Maserd -un noble del planeta Rhodia, y el capitán pirata Mors Planch, el cual había hecho su aparición en la novela anterior.

## Motivos argumentales de la trilogía
Esta segunda trilogía ha sido un intento exitoso al parecer de unir cabos sueltos dejados por Asimov en su Saga y de hacer nuevos planteamientos argumentales para futuros desarrollos. Esta nueva trilogía logra dar explicaciones coherentes de viejas interrogantes planteadas por el universo asimoviano, tales como el misterio que significa una galaxia carente de vida alienígena inteligente, o el estancamiento tecnológico y de las ciencias mentales durante miles de años en el Imperio Galáctico, o la contradicción que supone la existencia del plan Gaia-Galaxia de Daneel como destino último de la humanidad y la creación del Segundo Imperio creado por la Fundación de Términus y atestiguado por la publicación de la Enciclopedia Galáctica; a esto se suma las interrogantes acerca de la organización velada que dirige Daneel y sus dificultades; también están las planteadas acerca del origen y propósito de Gaia, fruto final de la especulación asimoviana. Por otra parte, Asimov enunció, mediante la descripción de sus consecuencias, el llamado problema del "caos", caos que se manifestaba, por ejemplo, en la sepultación de las ciudades de la Tierra en enormes cavernas subterráneas -las "cavernas de acero"- y en las fobias y manías de los mundos espaciales que fueron producto de la primera colonización galáctica.
Al primer interrogante Benford responde que las culturas alienígenas fueron destruidas en un genocidio cósmico llevado a cabo por grandes flotas de robots positrónicos. La respuesta es profundizada por Brin, puntualizando el origen de estas flotas -el planeta Aurora- y haciendo una descripción de las naves robots y de la manera como destruían las superficies habitables de los planetas alienígenas y alteraban su geología superficial preparando las tierras para la ocupación humana que venía detrás.
La trilogía se adscribe a la tesis libertaria ya proclamada por Asimov en sus diversas novelas, y cuestiona el papel de los robots como entes tutelares de la humanidad, postulando que es el ser humano y no las máquinas el encargado de regir su destino; incluso, el mismo papel rector de la Segunda Fundación queda en entredicho, al reflexionar Seldon acerca de la inconveniencia de que la humanidad sea gobernada en último término por una aristocracia de mutantes mentálicos. En el emotivo final de la trilogía Seldon le hace una apuesta a Daneel: de algún modo, que ambos no conocen, su Fundación sobrevivirá a Gaia-Galaxia.

## Crítica
Las novelas han sido recibidas con desigual crítica por los lectores. La de Benford fue criticada negativamente en un comienzo, pues su estilo no imitaba el de Asimov, aunque el propio autor declaraba explícitamente que no pretendió copiar el estilo de aquel, sino exponer el suyo propio: gran uso del diálogo, detalladas descripciones.[cita requerida]
Las otras dos se asemejaban más al estilo de Asimov, por lo que recibieron mejor crítica, en especial la tercera, la cual termina de atar casi todos los cabos sueltos.